# Ogcodocera hedickei
Ogcodocera hedickei är en tvåvingeart som först beskrevs av Paramonov 1930.  Ogcodocera hedickei ingår i släktet Ogcodocera och familjen svävflugor. Inga underarter finns listade i Catalogue of Life.